# 铜官街道
铜官镇位于湖南省长沙市沿湘江下游东岸，为望城区湘江以东五镇之一，距离长沙主城区约30公里，为一个综合性工业重镇，主要工业有发电、陶瓷、建材和机械。地理上，铜官镇西隔湘江与靖港镇、新康乡相望，北临东城镇，东临茶亭镇，南与丁字镇接壤；辖境面积29.5平方公里；人口23,494万人(2002年)，其中以农业为主业的人口9600人。

## 历史
铜官是一个古镇，历史悠久。马王堆汉墓中出土的陶器证明，早在2100多年前的西汉，铜官一带就有陶器生产；“铜官窑”（又名“长沙窑”）为唐朝至五代时期的有名古窑之一，陶瓷釉下彩的发源地。东汉末期吴蜀在此定约互不侵犯，共铸铜棺为誓并筑吴楚桥为界，故得名“铜棺”，因“棺”字不雅而改称“铜官”。唐代将领李靖为平梁王萧铣，从铜官北誓师西渡。诗人杜甫南游，在铜官停舟避风，作《铜官渚守风》流传于世。近代，毛泽东于1923年1月到铜官考察工人运动情况；1928年工人运动领袖郭亮就义后，其头颅曾悬挂在东山寺（今郭亮学校校区内）戏台楹柱上示众。
| 铜官渚守风 · 作者：杜甫（唐代）                                                                   | 杜甫像（后世画家创作） |
| 不夜楚帆落，避风湘渚间。水耕先浸草，春火更烧山。 早泊云物晦，逆行波浪悭。飞来双白鹤，过去杳难攀。 | 杜甫像（后世画家创作） |

## 铜官之名由来
关于“铜官”之名的由来：据传三国时期，铜官为吴、蜀的分界处，相传吴将程普与蜀将关羽约定互不侵犯，共铸铜棺，故名“铜棺”，由于铜棺不雅，今人改称“铜官”。

### 历史沿革
今铜官镇1951年属铜官镇、丰中乡和同心乡；1958年属铜官人民公社；1961年将原丰中乡6个大队、原六合乡2个大队组建铜官公社，铜官镇和铜官公社分置，均隶属于铜官区；1984年，铜官公社改称铜官乡，1985年4月，铜官乡并入铜官镇，政府由铜官街迁至原铜官乡驻地周家坪。2002年全镇辖8村、11社区，2005年村级区划调整，调整后为4村、5社区。
2015年11月19日，将东城镇慎家桥社区五杉片（含跃进、染匠、禾家、姚家、五杉、大官、鱼心7个居民小组）划入铜官镇华城村，将茶亭镇郭亮村划入铜官镇，将铜官镇和书堂山街道成建制合并设立铜官街道。
| 2002年铜官镇行政区划（社区和村）                                                                             |                                                                                        |
| 2002年，全镇辖8个村、11社区，112个村民小组、100居民小组，共计9963户，总人口23494人，其中非农业人口14,065人。 |                                                                                        |
| 项目 | 行政村与社区（居委会）                                                                 |
| 11社区 | 洪家洲、誓港、双华岭、风逢岭、铜官街、峡口子、南岸山、袁家湖、高岭、蔡家塅和杉竹岭社区 |
| 8个村 | 保拥村、花果村、联华村、马厂村、三星村、石龙村、太丰村和万家垅村                       |

## 现行行政区划
下辖4个行政村5个社区，分别为洪家洲社区、铜官街社区、高岭社区、誓港社区和袁家湖社区，太丰村、万星村、华城村和花实村。
| 铜官镇行政区划 |       |                         |                              |
| 行政村、社区   | 面积  | 人口                    | 备注                         |
| 全镇           | 29.44 | 23,835 （2000人口普查） | 4村、5社区                   |
| 华城村         |       | 1,860                   | 2005年由保拥村和联华村合并   |
| 万星村         | 6.73  | 3,100                   | 2005年由万家垅村和三星村合并 |
| 太丰村         | 6.06  | 2,641                   | 2005年太丰村和马厂村合并     |
| 花实村         |       | 3,148                   | 2005年花果村和石龙村合并     |
| 高岭社区       | 1.6   | 3,457                   |                              |
| 铜官街社区     | 2.5   | 2,986                   |                              |
| 誓港社区       | 1.2   | 3,098                   |                              |
| 袁家湖社区     |       | 4,012                   |                              |
| 洪家洲社区     |       | 850                     |                              |

## 经济
铜官是全国五大陶都之一，陶瓷生产有1300多年的历史；2003年以前，陶瓷为本镇基础工业产业。2003年12月，占地面积37.35公顷（560亩）的华电长沙电厂正式奠基，第一期总装机120万千瓦的两台机组分别于2007年10月23日和12月25日正式投入运行；2008年7月29日，规划面积11.7平方公里的铜官循环经济工业基地正式挂牌成立，基地以新能源、新材料、精细化工产业的集约、集群发展为主导产业，目前已有湖南三环颜料有限公司、湖南恒凯环保科技投资有限公司、山东盛源热力集团有限公司入园。